# جايسون كيني
جايسون كيني هو سياسي كندي، ولد في 30 مايو 1968 في أوكفيل في كندا. نشط حزبياً في حزب المحافظين الكندي.

## مناصب
- في الانتخابات الاتحادية الكندية 2011 [الإنجليزية]‏، انتخب عضو مجلس العموم الكندي عن دائرة Calgary Southeast [الإنجليزية]‏ وقد انضم خلال فترته النيابية [الإنجليزية]‏ (2 مايو 2011 – 18 أكتوبر 2015) للكتلة البرلمانية حزب المحافظين الكندي.
- في الانتخابات الاتحادية الكندية 2008 [الإنجليزية]‏، انتخب عضو مجلس العموم الكندي عن دائرة Calgary Southeast [الإنجليزية]‏ وقد انضم خلال فترته النيابية [الإنجليزية]‏ (14 أكتوبر 2008 – 1 مايو 2011) للكتلة البرلمانية حزب المحافظين الكندي.
- انتخب عضو مجلس العموم الكندي عن دائرة Calgary Southeast [الإنجليزية]‏ وقد انضم خلال فترته النيابية [الإنجليزية]‏ للكتلة البرلمانية حزب المحافظين الكندي.
- انتخب عضو مجلس العموم الكندي عن دائرة Calgary Southeast [الإنجليزية]‏ وقد انضم خلال فترته النيابية [الإنجليزية]‏ للكتلة البرلمانية حزب المحافظين الكندي.
- انتخب عضو مجلس العموم الكندي عن دائرة Calgary Southeast [الإنجليزية]‏ وقد انضم خلال فترته النيابية [الإنجليزية]‏ للكتلة البرلمانية Canadian Alliance [الإنجليزية]‏.
- انتخب Premier of Alberta [الإنجليزية]‏ (30 أبريل 2019 – ).
- انتخب عضو مجلس العموم الكندي عن دائرة Calgary Midnapore [الإنجليزية]‏ وقد انضم خلال فترته النيابية [الإنجليزية]‏ ( – 23 سبتمبر 2016) للكتلة البرلمانية حزب المحافظين الكندي.
- انتخب عضو الجمعية التشريعية في ألبرتا ‏ عن دائرة Calgary-Lougheed [الإنجليزية]‏ خلال فترته النيابية [الإنجليزية]‏.
- انتخب وزير التعددية الثقافية والمواطنة [الإنجليزية]‏ (16 أغسطس 2013 – 4 نوفمبر 2015).
- انتخب وزير التعددية الثقافية والمواطنة [الإنجليزية]‏ (6 أغسطس 2013 – 4 نوفمبر 2015).
- انتخب وزير العائلات والأطفال والتنمية الاجتماعية [الإنجليزية]‏ (15 يوليو 2013 – 9 فبراير 2015).
- انتخب وزير الدفاع الوطني [الإنجليزية]‏ (9 فبراير 2015 – 4 نوفمبر 2015).
- انتخب وزير الهجرة واللاجئين والجنسية [الإنجليزية]‏ (30 أكتوبر 2008 – 15 يوليو 2013).